# Rumelia, Haskovo
Rumelia (în bulgară Румелия) este un sat în comuna Madjarovo, regiunea Haskovo,  Bulgaria. 

## Demografie
Componența etnică a satului Rumelia
     Nicio identificare (100%)
     Altele (0%)
La recensământul din 2011, populația satului Rumelia era de 18 locuitori. . Pentru 100% din locuitori nu este cunoscută apartenența etnică.